# Vaux-Rouillac
Vaux-Rouillac is een gemeente in het Franse departement Charente (regio Nouvelle-Aquitaine) en telt 294 inwoners (1999). De plaats maakt deel uit van het arrondissement Cognac.

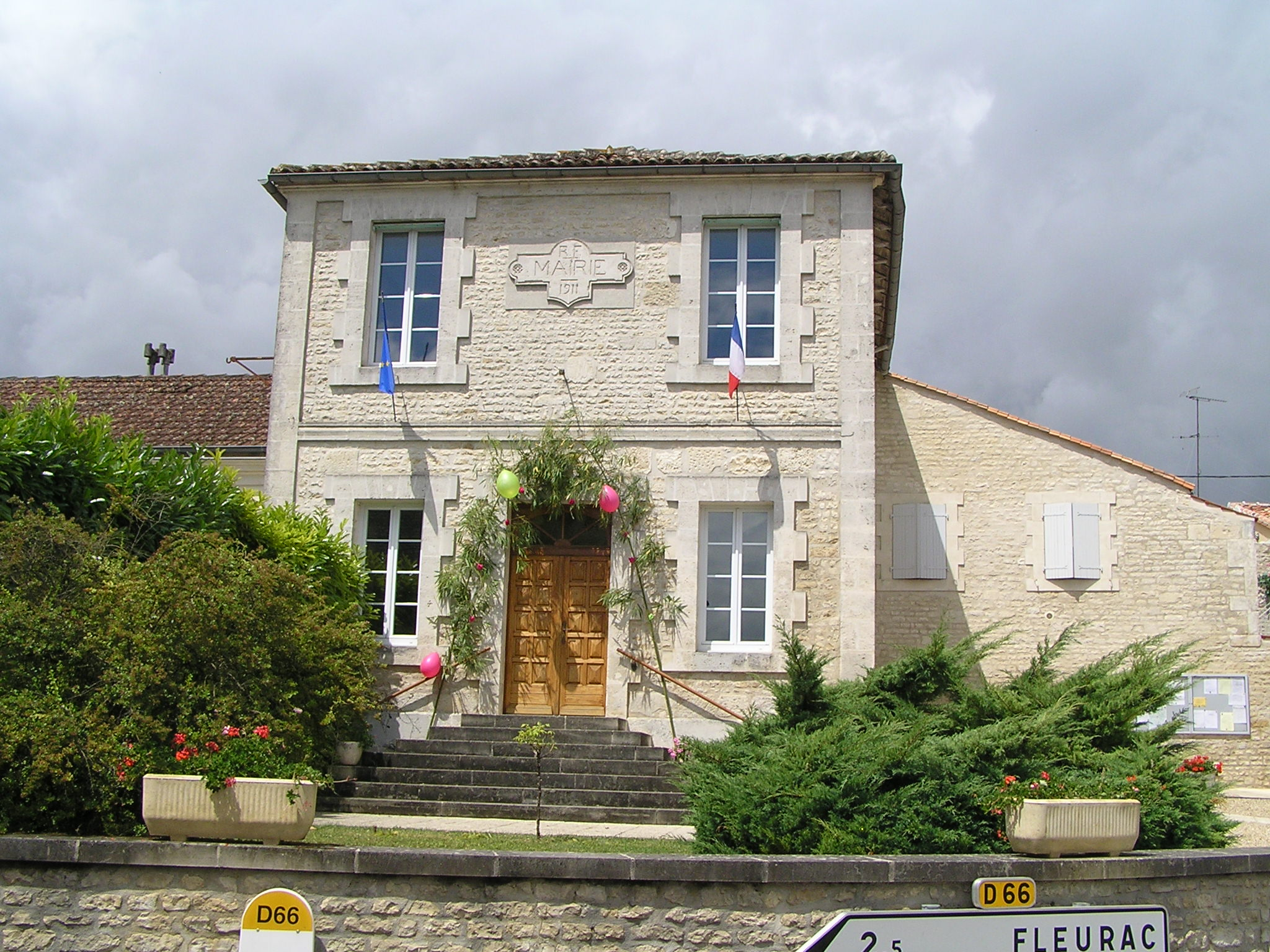
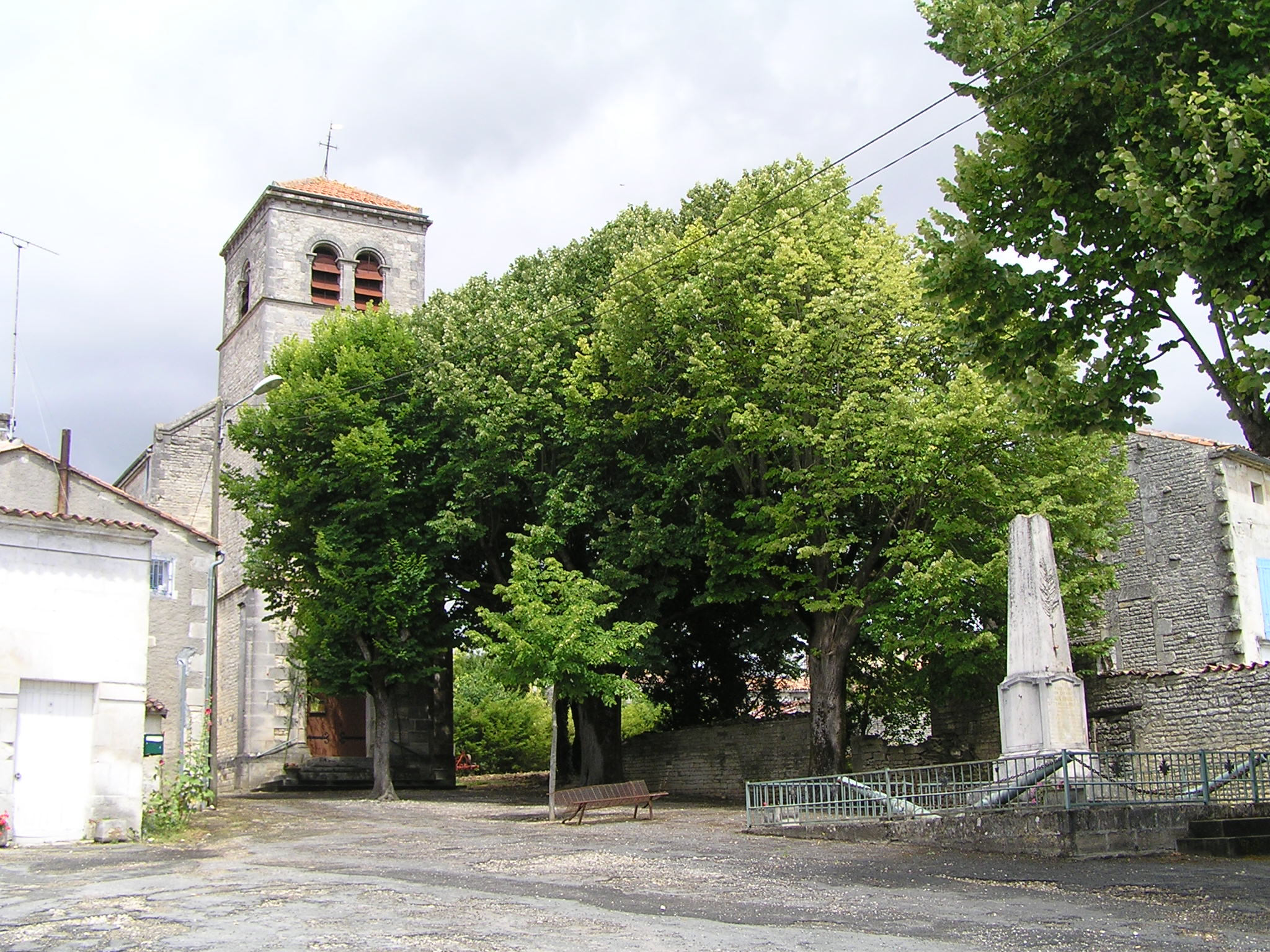

## Geografie
De oppervlakte van Vaux-Rouillac bedraagt 13,4 km², de bevolkingsdichtheid is 21,9 inwoners per km².
De onderstaande kaart toont de ligging van Vaux-Rouillac met de belangrijkste infrastructuur en aangrenzende gemeenten.

## Demografie
Onderstaande figuur toont het verloop van het inwonertal (bron: INSEE-tellingen).